# Величка, Петр
Петр Ве́личка (чеш. Petr Velička; 26 февраля 1967, Фридек-Мистек) — чешский шахматист, гроссмейстер с 2007 года.
Наивысшее достижение — второе место на чемпионате Чехии по шахматам в 1999 году в Лазне-Богданеч.
Победитель (2002) и многократный призёр командных чемпионатов Чехии.
Его рейтинг Эло на август 2013 года составлял 2421, что делало его 32-м в Чехии.

## Изменения рейтинга
| Графики недоступны из-за технических проблем. См. информацию на Фабрикаторе и на mediawiki.org. |